# 5 złotych 1930 Wizyta w Brukseli

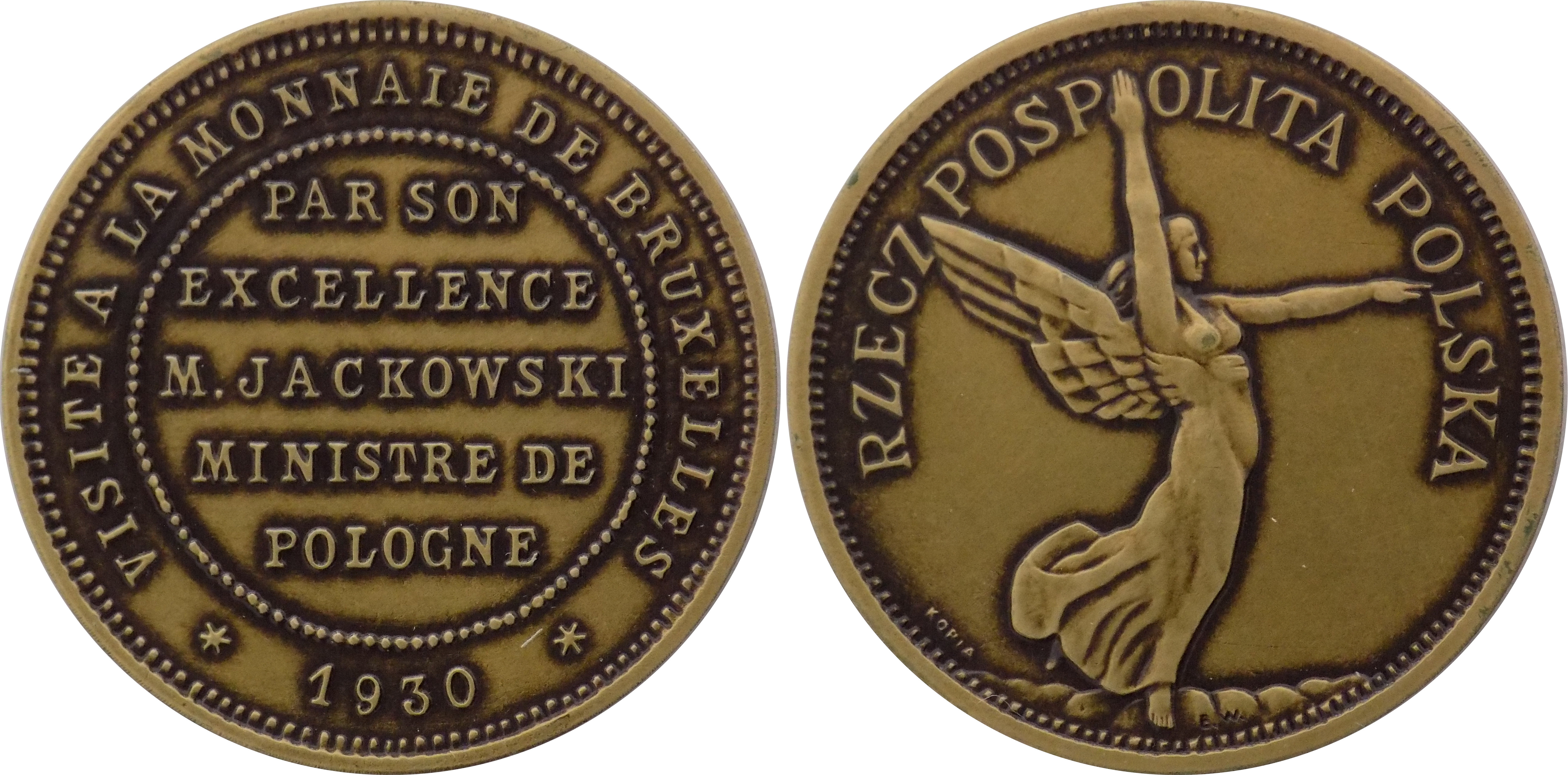
XXI w. replika w brązie

5 złotych 1930 Wizyta w Brukseli – próbna moneta okolicznościowa okresu złotowego II Rzeczypospolitej, wybita z okazji wizyty w mennicy brukselskiej ministra M.Jackowskiego.
Zarówno na awersie jak i na rewersie nie umieszczono ani nominału, ani nazwy jednostki monetarnej. Moneta została wybita z wykorzystaniem stempla rewersu obiegowej 5 złotych wzór 1928 Nike.
Na monecie nie ma napisu „PRÓBA” ani znaku mennicy.

## Awers
Na awersie napisy w języku francuskim:
- dookoła w otoku:

VISITE Ă LA MONNAIE DE BRUXELLES

- w centralnej części otoczony perełkami w pięciu wierszach:

PAR SON
EXCELLENCE
M.JACKOWSKI
MINISTRE DE
POLOGNE

(pol. wizyta w mennicy brukselskiej polskiego ministra jego ekscelencji M.Jackowskiego), na samy dole data roczna: „* 1930 *”, całość w otoku z półperełek.

## Rewers
Na tej stronie umieszczono postać Nike ze wzniesioną ręką, kroczącą po chmurach, w półkolu u góry napis: „RZECZPOSPOLITA POLSKA”, na samym dole na chmurach po prawej stronie stóp Nike – monogram E W, dookoła otok z kreseczek.
Autorem rewersu był Edward Wittig.

## Rant
Wklęsły napis:

SALUS REIPUBLICAE SUPREMA LEX

(pol. dobro Rzeczypospolitej najwyższym prawem).

## Nakład
Monetę wybito na krążku o średnicy 33 mm w nieznanym nakładzie w:
- brązie – masa 15,5 grama, notowana w obrocie kolekcjonerskim,
- srebrze – masa 18,5 grama, incydentalnie występująca w obrocie kolekcjonerskim.

## Opis
Moneta jest jedną z sześciu monet próbnych okolicznościowych II Rzeczypospolitej, opartych na wzorach monet przeznaczonych do obiegu, a uzupełnionych o dodatkowe okolicznościowe napisy.
W drugim dziesięcioleciu XXI w. wśród wszystkich prób II Rzeczypospolitej pięciozłotówka 1930 Wizyta w Brukseli jest:
- jedną z trzech próbnych monet kolekcjonerskich/pamiątkowych, na której nie ma umieszczonego żadnego wyobrażenia godła państwa, obok:
  - 2 grosze 1923 Dwukrotny rewers
  - 5 groszy 1929 Zjazd w Poznaniu,
- jedną z dwóch monet bez nominału, obok 50 złotych 1924 Klęczący rycerz,
- jedną z czterech próbnych monet bez nazwy jednostki monetarnej, obok:
  - 50 marek polskich 1923,
  - 100 marek polskich 1922 Józef Piłsudski,
  - 50 złotych 1924 Klęczący rycerz.